# 打洛口岸
打洛口岸是中华人民共和国云南省的一个国家一类公路口岸，位于西双版纳傣族自治州勐海县打洛镇，对接缅甸掸邦勐拉口岸。
打洛口岸早在明清时已是重要边贸通道。民国十九年（1930年）曾在打洛设置海关分卡，管理进出口贸易。1950年11月，打洛海关支关成立。1956年起正式开展小额进出口贸易。1991年8月10日，云南省政府批准为二类口岸。2007年11月13日，国务院批准为国家一类口岸。